# دریپرزتاون
دریپرزتاون (به انگلیسی: Draperstown) یک روستا در بریتانیا است. دریپرزتاون ۱٬۷۷۲ نفر جمعیت دارد.